# Adlikon (Andelfingen)
Adlikon is een plaats en voormalige gemeente in het Zwitserse kanton Zürich en maakt deel uit van het district Andelfingen.
Adlikon bei Andelfingen telt 560 inwoners.

## Geschiedenis
Op 1 januari 2023 ging Adlikon op in de gemeente Andelfingen.